# Utopisk socialisme
Utopisk socialisme bruges primært til at definere en af de tidligste retninger indenfor moderne socialisme. Begrebet beskriver således en række (især franske) tænkere i den første halvdel af 1800-tallet. Tænkerne udgør ikke en snæver teoretisk enhed, og der er ikke tale om nogen selvoplevet eller -erklæret bevægelse. Almindeligvis omfatter begrebet bl.a. tænkerne Claude Henri de Rouvroy, comte Henri de Saint-Simon, Robert Owen, Charles Fourier og Étienne Cabet.
Historisk er begrebet især blevet brugt polemisk, ofte som karikeret kontrast til andre socialistiske retninger. Begrebet er især kendt fra Karl Marx og Friedrich Engels, der brugte begrebet som kontrast til videnskabelig socialisme. På den måde er begrebet altså især blevet brugt til at beskrive, hvad en anden socialistisk retning, nemlig den marxistiske, ikke er.

## Definition
Da begrebet først og fremmest opstår hos og bruges af modstandere, er det vanskeligt at lave en præcis fremstilling af retningens teoretiske og politiske positioner. Hos Marx og Engels defineres retningen især af idealisme frem for materialisme, som er et af kerneelementerne i Marx' videnskabelige socialisme. En anden definition – der også stammer fra Marx og Engels – er fraværet af klassekamp og arbejderklassen som historiens revolutionære subjekt. Her er der igen tale om en klar kontrast til traditionel marxisme. I stedet er den utopiske socialismes grundtanke – også i kraft af det idealistiske udgangspunkt – at samfundet grundlæggende kan forandres ved, at alle – også den herskende klasse – ser fornuften og retfærdigheden i socialisme. På den måde ser den utopiske socialisme ikke socialismens gennemførelse som en realisering af arbejderklassens objektive interesser (marxistiske termer), men som et rationelt valg af den bedst mulige samfundsorganisering. Det indebærer selvsagt en antagelse om, at beslutningstagerne ikke handler ud fra egeninteresser, men i stedet ud fra en altruistisk position. I opposition hertil står altså den marxistiske tradition, der ser egeninteresser som helt eller delvist afgørende – omend der hos de forskellige teoretiske retninger indenfor marxismen er store variationer i betydningen.